# ポール・ホワイトヘッド
ポール・ホワイトヘッド （Paul Whitehead、1945年 - ）は、イングランド出身の画家、イラストレーター、美術作家。
ジェネシスやヴァン・ダー・グラフ・ジェネレーターなど、1970年代 カリスマ・レコード代表作のカバーアートで知られるグラフィック・アーティスト。

## 略歴

### イギリス時代
第二次世界大戦が終戦間際の1945年、ケント州ダートフォードに産まれる。同郷の同世代には、ローリング・ストーンズのミック・ジャガーやキース・リチャーズがいた。
学校に通い始めた5歳の頃から、絵を描くのが活発な少年期を過ごした。本人は、「学校では地理と美術以外、冴えない成績だった」と答えている。そして奨学金制度を利用してイギリスの名門オックスフォード大学に進学し、本格的な美術を学ぶ。
大学卒業後、1960年代半ばのロンドンでのアート・ショーによって、ジャズのレコード・レーベルであるリバティ・レコードのロンドン・オフィスにおける社内デザイナーに選ばれた。デザインした最初のレコード・カバーは、再発されたファッツ・ドミノのアルバムカバーであった。これに続いて、イギリス市場向けの他の再発盤のための一連の作業が行われた。1968年、『タイム・アウト・イン・ロンドン』誌のオリジナル・アート・ディレクターとなり、それがアルバム・カバーをさらに任されることにつながった。
プロデューサーであるジョン・アンソニーとのミーティングの後、ホワイトヘッドはカリスマ・レコードの創設者であるトニー・ストラットン・スミスに紹介された。スミスはジェネシスに紹介し、1970年のアルバム『侵入』のカバーを担当するため雇われた。
カリスマ・レコードは、ホワイトヘッド自身が作品を完全にクリエイティブにコントロールできるようにした。カリスマでは、ジェネシス、ヴァン・ダー・グラフ・ジェネレーター、リンディスファーン、ピーター・ハミルとのコラボレーションによる実り多い作品が続いた。特にピーター・ハミルのアルバムでは、『フールズ・メイト』（タムタム）と『イン・カメラ』（ドラム）の録音にドラマーとしても客演している。

### アメリカ時代
1973年から米国ロサンゼルスに拠点を移し、フリーランスで活動。アルバム・カバーの制作は1970年代半ばを区切りに一旦途切れるが、2000年代からまた活発化した。
「Eyes and Ears Foundation」の創設者として、1977年2月に「Drive Though Art Gallery」アートボード・フェスティバルを考案して開催した 。このフェスティバルでは、アーティストたちが寄付された看板に絵を描いていった。彼もまた壁画を作成し、企業ロゴをデザインした。ホワイトヘッドは、ラスベガスのベガス・ワールド・カジノ（取り壊されてストラトスフィア・カジノに置き換えられたため）で描いた最大の屋内壁画によってギネス・ブックに掲載された。

## カバーアート提供作品
ジェネシス
- 『侵入』 - Trespass (1970年)
- 『怪奇骨董音楽箱』 - Nursery Cryme (1971年)
- 『フォックストロット』 - Foxtrot (1972年)
- 『ライヴ』 - Genesis Live (1973年) ※バンド・ロゴのみ
- 1970 - 1975 (2008年) ※バンド・ロゴのみ

ヴァン・ダー・グラフ・ジェネレーター
- 『天地創造』 - H To He Who Am The Only One (1970年)
- 『ポーン・ハーツ』 - Pawn Hearts (1971年)
- '68 - '71 (1971年)

ピーター・ハミル
- 『フールズ・メイト』 - Fool's Mate (1971年)
- 『カメレオン・イン・ザ・シャドウ・オブ・ザ・ナイト』 - Chameleon In The Shadow Of The Night (1973年)

ルネッサンス
- 『ルネッサンス』 - Renaissance (1969年)
- 『幻想のルネッサンス』 - Illusion (1971年)

レ・オルメ
- Smogmagica (1975年)
- Elementi (2001年)
- L'infinito (2004年)
- Studio Collection 1970-1980 (2005年)

Shaun Guerin
- The Epic Quality Of Life (2003年)
- Archives (2004年)

Alex Carpani
- Waterline (2004年)
- The Sanctuary (2010年)

Systems Theory
- Soundtracks for Imaginary Movies (2004年)
- Codetalkers (2007年)

Fernando Perdomo
- Out to Sea (2018年)
- Out to Sea 2 (2019年)
- Out to Sea 3 (2020年)
- Out to Sea 4 (2022年)

Days Between Stations
- In Extremis (2013年)
- Giants (2020年)

単発
- ファッツ・ドミノ : ※タイトル不明・再発アルバム (1967年)
- アーマ・トーマス : Take A Look (1968年)
- アイドル・レース : 『バースデイ・パーティ』 - The Birthday Party (1968年)
- メル・トーメ : The Music Goes Round (1968年)
- T.I.M.E. : Time (1968年)
- Jimmy McCracklin : A Piece Of Jimmy McCracklin (1968年)
- The Sunshine Company : The Sunshine Company (1968年)
- V.A. : Soul Food (1968年)
- High Tide : 『シー・シャンティーズ』 - Sea Shanties (1969年)
- Alla Rakha : Tabla (1969年)
- Andrew Leigh : Magician (1970年)
- マシューズ・サザン・コンフォート : Second Spring (1970年)
- Colin Scot : Colin Scot (1971年)
- Steamhammer : Speech (1972年)
- Clive's Original Band : Moyshe McStiff and the Tartan Lancers of the Sacred Heart (1972年)
- The Neutrons : Black Hole Star (1974年)
- Tom Fogerty : 『マイオピア』 - Myopia (1975年)
- Ruby : Ruby (1976年)
- ファー・イースト・ファミリー・バンド : 『天空人』 - Tenkujin (1977年)
- Chronicle : 『今は時のすべて』 - ... Like A Message From The Stars (1977年)
- Sensations' Fix : Vision's Fugitives (1977年)
- Heartsfield : Collector's Item (1977年)
- Redbone : Cycles (1977年)
- Kool-Whip : The Now (2000年)
- Submarine Silence : Submarine Silence (2001年)
- Éclat : Le cri de la Terre (2002年)
- クリアライト : 『インフィニット・シンフォニー』 - Infinite Symphony (2003年)
- Qwaarn : The Word Of Qwaarn (2004年)
- V.A. : The Colossus of Rhodes (2004年)
- V.A. : Progfest 2000 (2005年)
- Akacia : Fading Time (2006年)
- The Timedivers : Timedivers (2007年)
- Holding Pattern : Breaking the Silence (2007年)
- Aldo Tagliapietra : L'angelo rinchiuso (2013年)
- Gnu Quartet : Karma (2014年)
- Barock Project : Skyline (2015年)
- Cast : Vida (2015年)
- ニール・モーズ・バンド : 『ザ・シミリチュード・オブ・ア・ドリーム』 - The Similitude of a Dream (2016)
- Ilenia Volpe : Mondo Al Contrario (2016年)
- Robbie Gennet : Gleams (2018年)

## その他のアート作品
- 1977年 : 「Solar Carte」（壁画）
- 1978年 : アルマンド・ガッロ : Genesis: The Evolution of a Rock Band（本の表紙）
- 2001年 : ケヴィン・ホルムハドソン : Progressive Rock Reconsidered（本の表紙「Storm In a Teacup」）